# Brunei op de Olympische Zomerspelen 2016
Brunei nam deel aan de Olympische Zomerspelen 2016 in Rio de Janeiro, Brazilië. De olympische ploeg bestond, net als in 2012, uit drie atleten. Jaspar Yu Woon was de eerste atleet uit Brunei die deelnam aan het olympisch badmintontoernooi.

## Deelnemers en resultaten
(m) = mannen, (v) = vrouwen 

### Atletiek
| Olympiër                 | Discipline | Resultaat | Prestatie                                     |
| ------------------------ | ---------- | --------- | --------------------------------------------- |
| Mohamed Fakhri Ismail VO | 100m (m)   | 68e       | voorronde: 3de in 10,92 serie 1: 9de in 10,95 |
|                          |            |           |                                               |
| Maizurah Abdul Rahim VS  | 200m (v)   | 64e       | serie 8: 8ste in 28,02                        |

### Badminton
| Olympiër       | Discipline    | Resultaat | Prestatie                                                             |
| -------------- | ------------- | --------- | --------------------------------------------------------------------- |
| Jaspar Yu Woon | enkelspel (m) | 28e       | groep D: 3de V van HKG Hu: 16-21, 15-21 V van ESP Abián: 12-21, 10-21 |